# Novotajvanski dolar
Novotajvanski dolar, ISO 4217: TWD je službeno sredstvo plaćanja na Tajvanu. Označava se simbolom NT$ a dijeli se na 100 centi.
Novotajvanski dolar je uveden 1949. godine, kada je zamijenio stari tajvanski dolar, i to u omjeru 40.000 starih za 1 novi dolar.
U optjecaju su kovanice od ½, 1, 5, 10, 20 i 50 dolara, i novčanice od 100, 200, 500, 1000 i 2000 dolara.